# Las Colonias (Texas)
Las Colonias is een plaats (census-designated place) in de Amerikaanse staat Texas, en valt bestuurlijk gezien onder Zavala County.

## Demografie
Bij de volkstelling in 2000 werd het aantal inwoners vastgesteld op 283.

## Geografie
Volgens het United States Census Bureau beslaat de plaats een oppervlakte van
35,2 km², waarvan 35,1 km² land en 0,1 km² water.

## Plaatsen in de nabije omgeving
De onderstaande figuur toont nabijgelegen plaatsen in een straal van 24 km rond Las Colonias.